# Polo aquático nos Jogos Asiáticos de Praia de 2008
As competições de polo aquático de praia nos Jogos Asiáticos de Praia de 2008 ocorreram entre 19 e 22 de outubro. Apernas o torneio masculino foi disputado.

## Calendário
| Outubro       | 18 | 19 | 20 | 21 | 22 | 23 | 24 | 25 | 26 | Finais |
| ------------- | -- | -- | -- | -- | -- | -- | -- | -- | -- | ------ |
| Polo aquático |    |    |    |    | 1  |    |    |    |    | 1      |

## Quadro de medalhas
| Ordem | País        | Medalha de ouro | Medalha de prata | Medalha de bronze |   |
| ----- | ----------- | --------------- | ---------------- | ----------------- | - |
| 1     | Cazaquistão | 1               |                  |                   | 1 |
| 2     | Kuwait      |                 | 1                |                   | 1 |
| 3     | Indonésia   |                 |                  | 1                 | 1 |
| TOTAL | TOTAL       | 1               | 1                | 1                 | 3 |

## Resultados

### Masculino

#### Primeira fase
| Grupo único | Grupo único | Grupo único | Grupo único | Grupo único | Grupo único | Grupo único | Grupo único | Grupo único |
| Pos.        | País        | Pts         | V           | E           | D           | GP          | GC          | SG          |
| ----------- | ----------- | ----------- | ----------- | ----------- | ----------- | ----------- | ----------- | ----------- |
| 1           | Cazaquistão | 9           | 3           | 0           | 0           | 41          | 23          | 18          |
| 2           | Kuwait      | 6           | 2           | 0           | 1           | 31          | 20          | 11          |
| 3           | Indonésia   | 3           | 1           | 0           | 2           | 30          | 32          | -2          |
| 4           | Catar       | 0           | 0           | 0           | 3           | 12          | 39          | -27         |

| Cazaquistão | 11-7  | Kuwait      |
| Catar       | 5-12  | Indonésia   |
| Indonésia   | 11-16 | Cazaquistão |
| Kuwait      | 13-2  | Qatar       |
| Cazaquistão | 14-5  | Qatar       |
| Kuwait      | 11-7  | Indonésia   |

#### Segunda fase
| Decisão do 3º lugar | Indonésia | 11-7 | Qatar       |
| Final               | Kuwait    | 9-11 | Cazaquistão |